# Kanton Quinsaloma
Der Kanton Quinsaloma befindet sich in der Provinz Los Ríos westzentral in Ecuador. Er besitzt eine Fläche von 283 km². Im Jahr 2022 lag die Einwohnerzahl bei rund 19.500. Verwaltungssitz des Kantons ist die Kleinstadt Quinsaloma mit 4573 Einwohnern (Stand 2010).

## Lage
Der Kanton Quinsaloma liegt im nördlichen Osten der Provinz Los Ríos. Der Kanton liegt im Tiefland am Fuße der Cordillera Occidental. Er reicht im Osten bis zu den Ausläufern der Berge. Der Río Catarama (Río Calabi) begrenzt den Kanton im Westen. Dessen linke Nebenflüsse Río Calope und Río Umbe begrenzen den Kanton im zentralen Osten sowie im äußersten Süden.
Der Kanton Quinsaloma grenzt im Nordosten an die Kantone La Maná und Pangua der Provinz Cotopaxi, im Südosten an den Kanton Las Naves der Provinz Bolívar, im Südwesten an den Kanton Ventanas, im Westen an den Kanton Quevedo sowie im Norden an den Kanton Valencia.

## Geschichte
Der Kanton Quinsaloma wurde am 20. November 2007 mittels Veröffentlichung im Registro Oficial Nº 215 eingerichtet. Zuvor war die am 15. November 1979 gegründete Parroquia Quinsaloma Teil des Kantons Ventanas.
Entwicklung der Einwohnerzahl im Kanton Quinsaloma bei landesweiten Volkszählungen zum jeweiligen Gebietsstand:
| Jahr                    | Einwohner | +/-    |
| ----------------------- | --------- | ------ |
| 2010                    | 16.476    | –      |
| 2022                    | 19.470    | 18,2 % |
| Datenherkunft: Wikidata |           |        |

## Verwaltungsgliederung
Der Kanton Quinsaloma ist deckungsgleich mit der gleichnamigen Parroquia urbana („städtisches Kirchspiel“).